# Eleições para o Senado do Burundi em 2010
As eleições para o Senado burundinês de 2010 foram realizadas em 28 de julho, de forma indireta. O Conselho Nacional em Defesa da Democracia – Forças em Defesa da Democracia ganhou 32 assentos, enquanto que a União pelo Progresso Nacional conquistou as outras duas.